# Класова боротьба

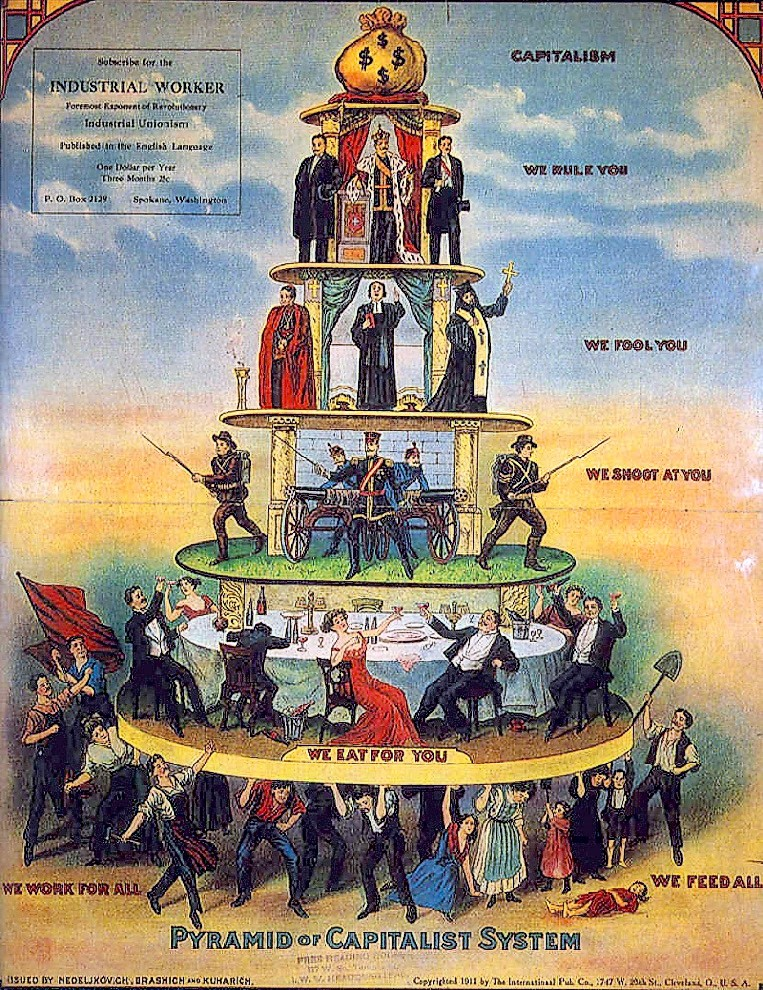
Агітаційний плакат «Піраміда капіталістичного суспільства». Фрази згори — вниз:
Політики — «Ми правимо вами»
Духовенство — «Ми дуримо вас»
Армія — «Ми стріляємо в вас»
Буржуазія — «Ми їмо за вас»
Робітники і селяни — «Ми працюємо за всіх», «Ми годуємо всіх»

Кла́сова боротьба́ — поняття в суспільствознавстві та в соціальній філософії, яке набуло популярності в 19 ст.; одне з ключових понять марксизму. Сучасна соціологія розглядає класову боротьбу як один з окремих випадків соціального конфлікту.

## Історія
Ще Нікколо Макіавеллі в його праці «Discorsi» («Розмови») висловив думку, що існуючий потенціал для конфлікту між дворянством і буржуазією поступово переростає в політичну активність. Анрі де Сен-Сімон, в «Листах громадянина Женеві» (1802, Lettres d'un habitant de Genève) інтерпретував Велику французьку революцію як класову боротьбу між аристократією, буржуазією та незаможними.
Вже французькі історики середини 19 століття — Франсуа Гізо, Франсуа Міньє та Луї Адольф Тьєр розглядали класовий конфлікт як рушійну силу соціального розвитку.

## Поняття «класової боротьби» в марксизмі
Марксизм виходить з того, суспільство розділене на класи, визначені за їхнім відношенням до засобів виробництва. В антагоністичному суспільстві між класами точиться боротьба, яка є рушієм прогресу. Наприклад, в капіталістичному суспільстві боротьба проходить між класом робітників — пролетаріатом, і класом власників фабрик та заводів — буржуазією. Класова боротьба знаходить своє вирішення в революції, яка веде до зміни виробничих відносин і положення класів у суспільстві.
За положеннями марксизму класова боротьба зникає в безкласовому суспільстві — при комунізмі. Перехід від антагоністичного суспільства до безкласового здійснюється через диктатуру пролетаріату.
Карл Маркс визнавав себе лише автором ствердження, що коріння соціальних класів знаходяться у виробничих відносинах суспільства певної формації:
Що стосується мене, мені не слід ставити в заслугу а ні відкриття існування класів у сучасному суспільстві або їх боротьбі. Буржуазні історики задовго до мене відкрили історичний розвиток класової боротьби, а буржуазні економісти показали її анатомію. Що я вніс нового: 1. Довів що існування класів пов'язане лише з певними історичними фазами розвитку виробництва, 2-й що класова боротьба необхідно веде до диктатури пролетаріату, 3. що ця диктатура сама складає лише перехід до скасування (Aufhebung) всяких класів і веде до безкласового суспільства

## Поняття «классової боротьби» в сталінізмі
У своєму узагальненому вигляді погляди Сталіна були викладені як авторитарні догми в IV главі «Короткого курсу історії ВКП(б)» — «Про діалектичний та історичний матеріалізм». Й. В. Сталін висунув тезу про «Загострення класової боротьби при переході від капіталізму до соціалізму», про те, що при переході до соціалістичного суспільства класова боротьба набуває особливо гострого характеру — незадоволені залишки експлуататорських класів чинять шалений опір побудові нового життя. Як наслідок, наприкінці 20-их і впродовж 30-их років у Радянському Союзі велася особливо жорстка політика щодо дрібної буржуазії, відома під назвою сталінські репресії.
Культ спрощено тлумаченої боротьби — політичної, ідеологічної, культурної — спричинив за собою в часи панування сталінізму негативне, упереджене ставлення до багатьох явищ всієї минулої і закордонної культури, що протистоїть нібито по всіх лініях соціалістичної культурі.
Фетишизація «антагонічного» протиборства класів призвела до утвердження тези про «посилення класової боротьби» в ході будівництва соціалізму, послуживши ідеологічним виправданням масових репресій та знищення мільйонів людей, представників цілих суспільних станів, та об'явлених «несоціалістичними та ворожими» або «зрадниками», цілих народів-етній.